# 박주현 (1923년)
박주현(朴柱炫, 1923년 2월 3일, 경상북도 경산군 ~ 1986년 9월 19일)는 대한민국의 전 경찰공무원 기업인, 정치인이다.

## 생애
1923년 경상북도 경산군에서 태어났다. 예비역 육군 하사(1952년) 출신인 그는 이후 경북대학교 법정대학 법학과 학사 학위하고 경찰공무원으로 근무하였다. 안동경찰서장, 인천경찰서장, 대구남부경찰서장, 부산동부경찰서장 등을 역임하였다. 1963년 6월, 경찰 퇴임 이후에는 1963년 11월에서 1965년 2월까지 삼천리버스 이사장을 역임하였다.
이후 1965년 3월에서 이듬해 1966년 1월까지 한국독립당 도시행정특보위원을 지내다가 1966년 1월, 한독당 탈당을 한 후 1967년 제7대 국회의원 선거에서 경상북도 경산군·청도군 지역구에 현역 지역구 국회의원 김준태 대신 민주공화당 후보로 출마하여 당선되었다. 이후 민주공화당 경상북도지부장을 역임하였다. 그러나 1971년 제8대 국회의원 선거에서는 경상북도 경산군 지역구에 출마하였다가 신민당 이형우 후보에 밀려 낙선하였다.
1973년 제9대 국회의원 선거에서 경상북도 경산군-달성군-고령군 선거구에 무소속으로 출마하여 민주공화당 박준규 후보와 동반 당선되었다. 1975년 무소속 의원회 회장에 선출되었다. 그러나 제10대 국회의원 선거를 앞두고 압구정동 현대아파트 특혜분양 사건에 연루되어 지역구 여론이 안 좋아졌다. 결국 해당 선거에서는 민주공화당 박준규 후보와 신민당 김종기 후보에 밀려 낙선하였다.
1980년 전두환 정권이 출범하자 정치 규제를 받았지만 이후 1984년 정치 규제에서 해금되었다.

## 학력
- 1959 경북대학교 법정대학 법학과 학사 졸업
- 1962 대한민국 국방대학교 행정학사 7기 졸업

## 경력
- 경찰공무원 근무
- 안동경찰서장 역임
- 인천경찰서장 역임
- 대구남부경찰서장 역임
- 부산동부경찰서장 역임
- 삼천리버스 이사장 역임
- 1967.07 ~ 1971.06 제7대 대한민국의 국회의원
- 1973.03 ~ 1979.03 제9대 대한민국의 국회의원

## 역대 선거 결과
|  | 62.63% |

|  | 45.08% |

|  | 21.69% |

|  | 19.08% |